# Eeva Kilpi
Eeva Kilpi, née Eeva Salo le 18 février 1928 à Hiitola (alors en Finlande dans la province de Viipuri, aujourd'hui en Russie), est une écrivaine finlandaise.

## Œuvres
« Lorsque les grands-mères meurent
elles se transforment en prairies fleuries, en foin,
certaines mamies deviennent des arbres,
qui murmurent au-dessus de leurs petits-enfants,
les protègent contre pluies et vents,
en hiver étendent leurs branches
en cabane de neige pour les abriter 
Mais auparavant elles auront connu la passion : poème d'Eeva Kilpi traduit par Kristina Haataja »[non pertinent].

### Ouvrages traduits en français
- Eeva Kilpi (trad. Inkeri Tuomikoski), Tamara, Flammarion, coll. « Connection », 1992, 254 p. (ISBN 978-2-08-060796-6)

### Nouvelles
- Noidanlukko  (Sarja lapsuudesta), WSOY, 1959
- Lapikkaita  (Kuusi juttua Lapista), WSOY, 1966
- Rakkauden ja kuoleman pöytä  (moraliteetteja), WSOY, 1967
- Kesä ja keski-ikäinen nainen, WSOY, 1970
- Hyvän yön tarinoita, WSOY, 1971
- Se mitä ei koskaan sanota, WSOY, 1979
- Kuolema ja nuori rakastaja  (Kolme kertomusta), WSOY, 1986
- Kootut novellit vuosilta 1959-1986  (Kolme kertomusta), WSOY, 1987

### Romans
- Kukkivan maan rannat, WSOY, 1960
- Nainen kuvastimessa, WSOY, 1962
- Elämä edestakaisin, WSOY, 1964
- Tamara, WSOY, 1972
- Häätanhu, WSOY, 1973
- Unta vain, WSOY, 2007 (1re éd. 1973)
- Naisen päiväkirja, WSOY, 1978
- Elämän evakkona, WSOY, 1983

### Mémoires
- Talvisodan aika, WSOY, 1989
- Välirauha, ikävöinnin aika, WSOY, 1990
- Jatkosodan aika, WSOY, 1993
- Muistojen aika, WSOY, 1998
- Rajattomuuden aika  (Kertomus lapsuudesta), WSOY, 2001

### Poèmes
- Laulu rakkaudesta ja muita runoja, WSOY, 1972
- Terveisin, WSOY, 1976
- Runoja 1972–1976, WSOY, 1978
- Ennen kuolemaa, WSOY, 1982
- Animalia, WSOY, 1987
- Laulu rakkaudesta  (ill. Ellen Thesleff), WSOY, 1991
- Kiitos eilisestä, WSOY, 1996
- Laulu rakkaudesta (trois cassettes), Kiitos eilisestä, 2000
- Perhonen ylittää tien : Kootut runot 1972-2000, WSOY, 2000
- Kuolinsiivous, WSOY, 2012

### Essais
- Ihmisen ääni, WSOY, 1976

### Pièce radiophonique
- Uudet jumalat, 1965

## Distinctions
- Médaille Pro Finlandia, 1974[2]
- Prix de la littérature de l'État finlandais, 1968, 1974, 1984[2]
- Médaille Espoo, 1977
- WSOY:n tunnustuspalkinto, 1988[2]
- Prix Runeberg 1990[2]
- Prix Alfred-Kordelin, 1999[2]
- Prix Karjala 2001[2]
- Médaille Kiitos kirjasta, 2002
- Prix Nils Ferlin, 2007